# Myopias julivora
Myopias julivora är en myrart som beskrevs av Willey och Brown 1983. Myopias julivora ingår i släktet Myopias och familjen myror. Inga underarter finns listade i Catalogue of Life.